# Piotr Konieczka
Piotr Konieczka (ur. 29 kwietnia 1901 w Czarżu, zm. 1 września 1939 w Jeziorkach) – kapral Wojska Polskiego, pierwsza polska ofiara II wojny światowej.

## Życiorys
Urodził się na Pomorzu. Wraz z rodziną (żona Helena, synowie Zygfryd i Roman) przeniósł się do Wielkopolski, gdzie kupił trzyhektarowe gospodarstwo w Brodnej. Wiosną 1939 został zmobilizowany. W połowie sierpnia 1939 Niemcy zamknęli granicę. Według relacji Marka Fijałkowskiego, historyka i kustosza Muzeum Okręgowego w Pile, 31 sierpnia Konieczka był na ostatniej przepustce w domu. W nocy z 31 sierpnia na 1 września pełnił służbę w plutonie wzmocnienia Komisariatu Straży Granicznej w Kaczorach na podległym mu posterunku granicznym w Jeziorkach, położonym przy drodze Piła-Bydgoszcz. Po godzinie 1:00 w nocy placówka ta została zaatakowana przez niemiecką grupę dywersyjną (piąta kolumna). Po krótkiej walce większość obrońców wycofała się; na miejscu pozostał jedynie kapral Konieczka obsługujący karabin maszynowy, którym osłaniał odwrót reszty załogi. W trakcie wymiany ognia, ok. godziny 1:40, żołnierz został ranny i wkrótce potem został zatłuczony kolbami. Pochowany został na cmentarzu parafialnym w Śmiłowie.
Według badań historyka dr. Zenona Szymankiewicza Konieczka był pierwszą ofiarą wojny na terenie Wielkopolski, a prawdopodobne jest, że w ogóle w całym kraju.
Piotra Konieczkę upamiętnia ufundowany przez wójta gminy Kaczory obelisk w Jeziorkach, odsłonięty w 2009 na prywatnym gruncie i przesunięty następnie do centrum wsi, obok Wiejskiego Domu Kultury. W miejscu dawnego posterunku stoi krzyż z pamiątkową tablicą. Od 2014 wzdłuż dawnej granicy polsko-niemieckiej, m.in. w rejonie niemieckich umocnień  (schronów) „Przedmościa Piła” organizowany jest Rajd Graniczny, rozpoczynający się apelem poległych i poświęcony pamięci kpr. Konieczki. Miał on zostać także patronem szkoły podstawowej w Śmiłowie, nazwanej ostatecznie imieniem Straży Granicznej II Rzeczypospolitej. Ponadto jego postać znajduje się na muralu w Kaczorach.
14 września 2010 roku z inicjatywy wojewody wielkopolskiego Piotra Florka został odznaczony pośmiertnie przez Prezydenta RP Krzyżem Kawalerskim Orderu Odrodzenia Polski.